# Тур де Ски 2013/2014
Тур де Ски 2013/2014 — восьмая в истории многодневная лыжная гонка под эгидой Международной федерации лыжного спорта. Стартовала 28 декабря 2013 года в немецком Оберхофе, а финишировала 5 января 2014 года на склоне горы Альпе де Чермис в Италии.
В связи с подготовкой к Олимпиаде в Сочи ряд спортсменов отказался от старта на Тур де Ски. Так на старт не вышли Дарио Колонья, Максим Вылегжанин, Маркус Хельнер, Шарлотт Калла и Юстина Ковальчик, недовольная малым количеством гонок классическим стилем. Таким образом, полька отказалась от защиты звания победительницы, прервав четырёхлетнюю беспроигрышную серию.
Гонка завершилась доминированием норвежских лыжников. Скандинавы выиграли как мужской, так и женский зачёты усилиями Мартина Йонсруда Сундбю и Терезы Йохёуг, а также заняли 5 из шести призовых мест общего зачёта — их гегемонию сумел прервать лишь австриец Йоханнес Дюрр, сенсационно замкнувший тройку лучших. Победы Мартина Йонсруда Сундбю и Терезы Йохёуг в общем зачёте тура — стали первыми в истории Норвегии.

## Этапы

### Мужчины
| Дата            | Место проведения | Дисциплина                    | Победитель            | Второе место          | Третье место          |
| --------------- | ---------------- | ----------------------------- | --------------------- | --------------------- | --------------------- |
| 28.12.2013      | Оберхоф          | 4,5 км Пролог СС              | Алекс Харви           | Девон Кершоу          | Крис Йесперсен        |
| 29 декабря 2013 | Оберхоф          | Спринт СС                     | Калле Хальварссон     | Федерико Пеллегрино   | Мартин Йонсруд Сундбю |
| 31 декабря 2013 | Ленцерхайде      | 1,4 км Спринт СС              | Сайми Хэмильтон       | Алекс Харви           | Мартин Йонсруд Сундбю |
| 1 января 2014   | Ленцерхайде      | 15 км Масс-старт КС           | Алексей Полторанин    | Ханнес Доцлер         | Станислав Волженцев   |
| 3 января 2014   | Кортина ― Тоблах | 35 км Гонка преследования СС  | Мартин Йонсруд Сундбю | Петтер Нортуг         | Алекс Харви           |
| 4 января 2014   | Валь-ди-Фьемме   | 10 км Индивидуальная гонка КС | Петтер Нортуг         | Мартин Йонсруд Сундбю | Крис Йесперсен        |
| 5 января 2014   | Валь-ди-Фьемме   | 9 км Финальная гора СС        | Йоханнес Дюрр         | Крис Йесперсен        | Шур Рёте              |

используемые сокращения: КС — классический стиль; СС — свободный стиль

### Женщины
| Дата            | Место проведения | Дисциплина                   | Победитель       | Второе место   | Третье место     |
| --------------- | ---------------- | ---------------------------- | ---------------- | -------------- | ---------------- |
| 28 декабря 2013 | Оберхоф          | 2.5 км Пролог СС             | Марит Бьорген    | Астрид Якобсен | Сильвия Яськовец |
| 29 декабря 2013 | Оберхоф          | Спринт СС                    | Ханна Эриксон    | Дениз Херрман  | Ингвильд Эстберг |
| 31 декабря 2013 | Ленцерхайде      | Спринт СС                    | Ингвильд Эстберг | Астрид Якобсен | Дениз Херрман    |
| 1 января 2014   | Ленцерхайде      | 10 км Масс-старт КС          | Кертту Нисканен  | Астрид Якобсен | Тереза Йохёуг    |
| 3 января 2014   | Кортина ― Тоблах | 15 км Гонка преследования СС | Астрид Якобсен   | Тереза Йохёуг  | Анне Кюллёнен    |
| 4 января 2014   | Тоблах           | 5 км Индивидуальная гонка КС | Тереза Йохёуг    | Астрид Якобсен | Анне Кюллёнен    |
| 5 января 2014   | Валь-ди-Фьемме   | 9 км Финальная гора СС       | Тереза Йохёуг    | Астрид Якобсен | Элизабет Стивен  |

используемые сокращения: КС — классический стиль; СС — свободный стиль

## Результаты

### Мужчины
| Место | Лыжник                | Страна   | Время     |
| ----- | --------------------- | -------- | --------- |
| 1.    | Мартин Йонсруд Сундбю | Норвегия | 3:05:52.2 |
| 2.    | Крис Йесперсен        | Норвегия | +36,0     |
| 3.    | Йоханнес Дюрр         | Австрия  | +1:05,9   |
| 4.    | Петтер Нортуг         | Норвегия | +1:49,5   |
| 5.    | Шур Рёте              | Норвегия | +1:55,7   |

| Место | Лыжник                | Страна   | Очки |
| ----- | --------------------- | -------- | ---- |
| 1.    | Мартин Йонсруд Сундбю | Норвегия | 103  |
| 2.    | Петтер Нортуг         | Норвегия | 72   |
| 3.    | Алекс Харви           | Канада   | 62   |

### Женщины
| Место | Лыжница            | Страна    | Время     |
| ----- | ------------------ | --------- | --------- |
| 1.    | Тереза Йохёуг      | Норвегия  | 2:04:16.4 |
| 2.    | Астрид Якобсен     | Норвегия  | +20,4     |
| 3.    | Хейди Венг         | Норвегия  | +2:50,4   |
| 4.    | Криста Ляхтеэнмяки | Финляндия | +2:56,1   |
| 5.    | Кертту Нисканен    | Финляндия | +3:18,1   |

| Место | Лыжница        | Страна    | Очки |
| ----- | -------------- | --------- | ---- |
| 1.    | Астрид Якобсен | Норвегия  | 84   |
| 2.    | Тереза Йохёуг  | Норвегия  | 57   |
| 3.    | Анне Кюллёнен  | Финляндия | 43   |